# Toppakning
Toppakningen er den pakning, der i en forbrændingsmotor pakker tæt mellem selve motorblokken og topstykket. Udover gennemgangshuller til kølevand og smørehuller er der også et stort hul for hver cylinder, motoren er udstyret med. En utæt toppakning kan både resultere i at motoren bruger olie og kølevand, da begge dele kan finde vej ind til cylinderne. Utætheden opstår ofte, hvis motoren bliver overophedet, og i nogle tilfælde kan det forhindre motoren i at fungere.